# Собчук Микола Якович
Микола Якович Собчук (22 травня 1934, Сальниця — 20 січня 2001, Черкаси) — радянський і український архітектор.

## Біографія
Народився 22 травня 1934 року в селі Сальниці Хмільницького району Вінницької області. 1964 року закінчив архітектурний факультет Київського інженерно-будівельного інституту. У 1964—1967 роках працював у Черкаській філії інституту «Дніпроцивільпромбуд», у 1967—1997 роках — у Черкаському художньо-виробничому комбінаті художнього фонду України.
Помер у Черкасах 20 січня 2001 року.

## Споруди
- у Черкасах:
  - музей «Кобзаря» Т. Г. Шевченка (1983);
  - обласний історико-краєзнавчий музей (1986);
  - ресторан «Славутич»;
- у Черкаській області:
  - центр села Матусова Шполянського району (1973);
  - музейний комплекс Тараса у селі Шевченковому;
  - могила матері поета в селі Шевченковому;
  - палац культури в Городищі.

Автор пам'ятника Т. Шевченку у форті Шевченка (Казахстан).

## Відзнаки
- Лауреат Державної премії УРСР імені Т. Г. Шевченка (за 1987 рік; разом з Л. Кондратським, С. Фурсенком (архітекторами), О. Стеценко (інженером-конструктором), О. Дубовим (науковим консультантом) за архітектурний проект — Обласний історико-краєзнавчий музей у місті Черкасах)[2];
- Лауреат Державної премії СРСР (за 1989 рік за забудову центру Матусова)[1].

## Вшанування пам'яті

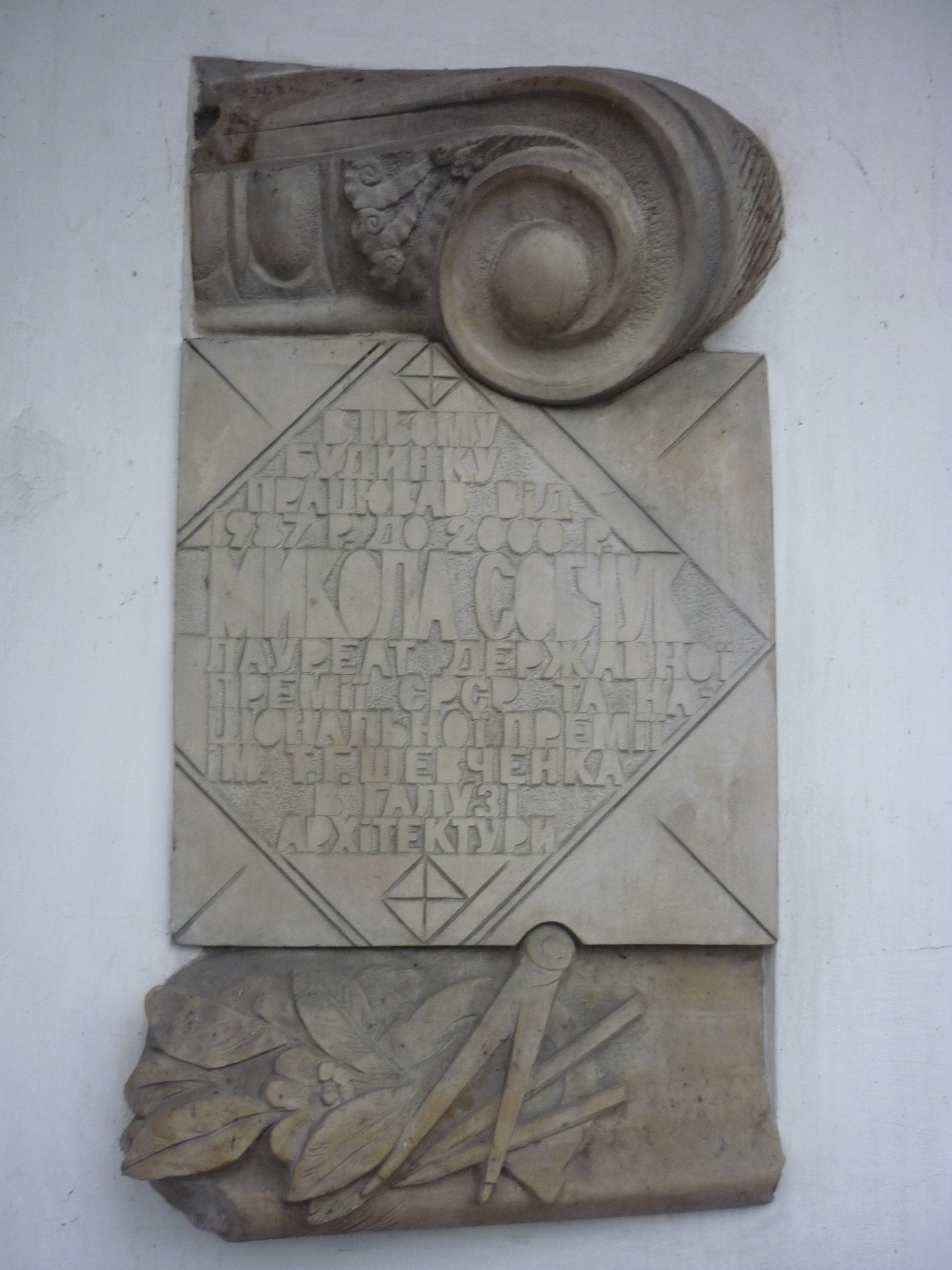
Меморіальна таблиця Миколі Собчуку

В Черкасах, на будинку під № 197, що на бульвару Тараса Шевченка, де з 1987 по 2000 рік мешкав архітектор, встановлено меморіальну таблицю.